# Cikloalkan
Cikloalkani so nasičeni ogljikovodiki z enim ali več obroči. Enostavni cikloalkani imajo, da se razlikujejo od acikličnih alkanov, pred svojim imenom predpono ciklo-, na primer cikloheksan (C6H12) ali ciklooktan (C8H16).
Substituirani (razvejani) cikloalkani se poimenujejo na podoben način kot razvejani alkani. Številčenje ogljikovih atomov se podreja Cahn-Ingold-Prelogovim pravilom, ki določajo prioriteto substituent in funkcionalnih skupin.